# Spirale endovascolare
La spirale endovascolare o coil è uno strumento terapeutico utilizzato in neuroradiologia interventistica per embolizzare aneurismi o altri vasi sanguigni patologici. Vengono inserite per via endovascolare attraverso un catetere.

## Aneurisma intracranico
Il trattamento endovascolare dell'aneurisma intracranico si è evoluto attraverso diverse tecniche e innovazioni. Negli anni '60, Gallagher introdusse una tecnica sperimentale nota come pilojection, che prevedeva l'iniezione di peli animali per embolizzare aneurismi.
I primi tentativi più moderni di trattamento endovascolare furono realizzati da Luessenhop e Velasquez e Serbinenko tramite l'uso di palloncini, pratica molto diffusa tra gli anni '70 e '90.
Una svolta si ebbe nei primi anni '90 con lo sviluppo delle spirali a distacco controllato da parte del neurochirurgo italiano Guido Guglielmi, da cui deriva il nome GDC (Guglielmi Detachable Coil).
Questa tecnica si è imposta come trattamento preferenziale per gli aneurismi sacculari, grazie alla possibilità di occlusione selettiva e minimamente invasiva del vaso patologico.

### Limiti e tecniche avanzate
Tuttavia, la tecnica con coil presenta alcuni limiti:
- Gli aneurismi con diametro >10 mm spesso non vengono completamente embolizzati, con rischio di recidiva.[8]
- Gli aneurismi a colletto largo richiedono tecniche accessorie per evitare la migrazione del coil nel vaso principale.

Per affrontare questi problemi, sono state sviluppate tecniche complementari:
- Tecnica del remodelling con palloncino temporaneo[9]
- Uso di stent autoespandibili come supporto alle spirali[10][11]

Lo stenting, oltre a fornire supporto meccanico, contribuisce alla ricostruzione anatomica del vaso, favorendo la neoformazione dell'intima vasale.

### Studio ISAT
Lo studio ISAT (International Subarachnoid Aneurysm Trial) ha confrontato il trattamento chirurgico con quello endovascolare in oltre 2000 pazienti, dimostrando un vantaggio significativo per il coiling in termini di sopravvivenza e disabilità post-operatoria, a fronte di un leggero aumento del rischio di risanguinamento.